# Yaka (popolo)
Gli Yaka sono un gruppo etnico di ceppo bantu che vive principalmente nella Repubblica Democratica del Congo meridionale e nella vicina Angola settentrionale. Abitano in particolare le savane e le foreste comprese tra i fiumi Kwango e Wamba. Parlano una lingua bantu chiamata yaka o iyaka.

## Storia
Secondo gli storici e secondo la tradizione orale, l'identità Yaka emerse intorno al XVII secolo, quando un gruppo di Lunda migrò verso ovest alla conquista della regione del fiume Kwango, che apparteneva al regno del Congo. Il regno, indebolito dalle incursioni portoghesi, non era in grado di opporre resistenza, e i Lunda usarono soprattutto la diplomazia per favorire l'unione dei due popoli, Lunda e Kongo, sotto il nuovo regno Yaka. Il nome "Yaka" era in origine un titolo che i Kongo davano ai loro guerrieri, che significa in kikongo "raccoglitori di frecce". I Lunda, che avevano interesse a integrare nella loro organizzazione politica le tribù locali che non erano fuggite dall'invasione o che non volevano combattere, adottarono a loro volta l'identità Yaka che, oltre a conferire loro il titolo nobiliare degli "invincibili", li integrava meglio nel nuovo paese. Inoltre, i capi Lunda sposarono donne Kongo e i figli di questi matrimoni misti si identificarono come Yaka. Pertanto la denominazione si affermò infine come identità etnica dell'area dei territori abitati da Lunda e Kongo. All'arrivo dei colonizzatori belgi nel XIX secolo, il regno Yaka era uno dei più organizzati dell'area del bacino del Congo, e fu uno dei più resistenti alla penetrazione occidentale.

## Società
Gli Yaka sono tradizionalmente agricoltori e cacciatori, anche se oggi molti si sono trasferiti nelle aree urbane come Kinshasa per lavorare nell'industria o nel commercio. Coltivano principalmente manioca, patate dolci e mais come fonte alimentare principale, integrata con pesce e selvaggina. La loro tecnica di caccia tradizionale comprende l'uso di cani da caccia. Sono inoltre noti per la loro arte, che include la realizzazione di sculture, cestini, artefatti in metallo e maschere.